# Act: Love Sick
El Act: Love Sick (estilizado como ACT:LOVE SICK) es la primera gira musical de la agrupación coreana Tomorrow X Together. Comenzó el 2 de julio de 2022 en Seúl y finalizó el 28 de octubre de 2022 en Manila.

## Repertorio
| Acto I 1. «0X1=Lovesong (I Know I Love You)» 2. «Wishlist» 3. «Blue Orangeade» 4. «Magic» 5. «Ghosting» Acto II 1. «New Rules» 2. «Puma» 3. «What if I had been that Puma» 4. «Loser=Lover» 5. «Trust Fund Baby» Acto III 1. «Crown» 2. «Magic Island» 3. «9 And Three Quarters (Run Away)» 4. «Blue Hour» | Acto IV 1. «Frost» 2. «Maze in the Mirror» 3. «Eternally» Acto V 1. «Can't You See Me?» 2. «Opening Sequence» Acto VI 1. «Lonely Boy» (Yeonjun y Hueningkai Solo) 2. «Anti-Romantic» 3. «Good Boy Gone Bad» Encore 1. «Thursday's Child Has Far To Go» (Soobin, Beomgyu y Taehyun Solo) 2. «MOA Diary (Dubaddu Wari Wari)» 3. «Sweat» |

## Fechas
| Fecha (2022)      | Ciudad            | País           | Recinto                         | Asistencia | Recaudación |
| Asia              | Asia              | Asia           | Asia                            | Asia       | Asia        |
| ----------------- | ----------------- | -------------- | ------------------------------- | ---------- | ----------- |
| 2 de julio        | Seúl              | Corea del Sur  | Jamsil Indoor Stadium           | 10,267     | $1,031,699  |
| 3 de julio        | Seúl              | Corea del Sur  | Jamsil Indoor Stadium           | 10,267     | $1,031,699  |
| América del Norte |                   |                |                                 |            |             |
| 7 de julio        | Rosemont          | Estados Unidos | Rosemont Theatre                | 4,340      | $667,923    |
| 9 de julio        | Nueva York        | Estados Unidos | Hulu Theater                    | 5,239      | $739,695    |
| 12 de julio       | Atlanta           | Estados Unidos | Fox Theatre                     | 4,509      | $647,193    |
| 14 de julio       | Grand Prairie     | Estados Unidos | Texas Trust CU Theatre          | 6,202      | $744,240    |
| 17 de julio       | Sugar Land        | Estados Unidos | Smart Financial Centre          | 6,250      | $778,228    |
| 21 de julio       | San Francisco     | Estados Unidos | Bill Graham Civic Auditorium    | 5,168      | $726,426    |
| 23 de julio       | Los Ángeles       | Estados Unidos | Microsoft Theater               | 13,562     | $1,941,090  |
| 24 de julio       | Los Ángeles       | Estados Unidos | Microsoft Theater               | 13,562     | $1,941,090  |
| Asia              |                   |                |                                 |            |             |
| 3 de septiembre   | Osaka             | Japón          | Ookini Arena Maishima           | 12,117     | $874,424    |
| 4 de septiembre   | Osaka             | Japón          | Ookini Arena Maishima           | 12,117     | $874,424    |
| 7 de septiembre   | Chiba             | Japón          | Makuhari Event Hall             | 12,290     | $883,146    |
| 8 de septiembre   | Chiba             | Japón          | Makuhari Event Hall             | 12,290     | $883,146    |
| 12 de octubre     | Yakarta           | Indonesia      | Indonesia Convention Exhibition | 6,067      | $1,012,025  |
| 22 de octubre     | Muang Thong Thani | Tailandia      | Thunderdome Stadium             | 8,588      | $1,239,528  |
| 23 de octubre     | Muang Thong Thani | Tailandia      | Thunderdome Stadium             | 8,588      | $1,239,528  |
| 27 de octubre     | Pásay             | Filipinas      | Mall of Asia Arena              | 15,999     | $2,914,713  |
| 28 de octubre     | Pásay             | Filipinas      | Mall of Asia Arena              | 15,999     | $2,914,713  |
| Total             | Total             | Total          | Total                           | 110,598    | $14,200,330 |

## Conciertos cancelados
| Fecha (2022) | Ciudad | País   | Recinto                          | Motivo                                                  |
| ------------ | ------ | ------ | -------------------------------- | ------------------------------------------------------- |
| 19 de agosto | Taipei | Taiwán | Taipei Nangang Exhibition Center | Cambios en las políticas fronterizas debido al Covid-19 |